# Aoharu × Kikanjū
Aoharu × Kikanjū (青春×機関銃?), también conocida como Aoharu × Machinegun, es una serie de manga japonesa escrita por  NAOE, serializada en la revista de manga shonen Monthly GFantasy de Gangan Comics' shōnen manga desde enero de 2013 hasta agosto de 2019 fue recopilada en 18 volúmenes tankōbon. Una adaptación a anime de televisión se emitió del 3 de julio al 18 de septiembre de 2015.

## Personajes

### Toy Gun Gun
Hotaru Tachibana (立花 蛍 Tachibana Hotaru?)
 Seiyū: Mikako Komatsu
Masamune Matsuoka (松岡 正宗 Matsuoka Masamune?)
 Seiyū: Tomoaki Maeno
Tōru Yukimura (雪村 透 Yukimura Tōru?)
 Seiyū: Yoshitsugu Matsuoka
Haruki Hosokawa (細川 春樹 Hosokawa Haruki?)

### Hoshishiro
Nagamasa Midori (緑 永将 Midori Nagamasa?)
 Seiyū: Kazuyuki Okitsu
Takatora Fujimoto (藤本 高虎 Fujimoto Takatora?)
 Seiyū: Ryōhei Kimura
Ichi Akabane (赤羽 市 Akabane Ichi?)
 Seiyū: Eri Kitamura
Haruka Hosokawa (細川 春花 Hosokawa Haruka?)

### Otros
Hanako Sagara (相楽 華子 Sagara Hanako?)
 Seiyū: Kana Ueda
Kanae Yajima (矢島 鼎 Yajima Kanae?)
 Seiyū: Yui Horie

## Contenido de la obra

### Manga
Aoharu × Kikanjū está escrito e ilustrado por NAOE. Comenzó a serializarse en la revista de manga shōnen de Square Enix Monthly GFantasy como un one-shot, el 18 de junio de 2012, y más tarde como una serie completa, el 18 de enero de 2013. El manga terminó el 18 de agosto de 2019. Se lanzaron dieciocho volúmenes tankōbon en Japón.

### Anime
Una adaptación a de anime de televisión producida por Brain's Base y dirigida por Hideaki Nakano se estrenó el 2 de julio de 2015 en TBS. También se emitió en CBC en la misma fecha y en MBS, TUT y BS-TBS en fechas posteriores.